# Ho Randi
Ho Randi è l'album di debutto della cantante norvegese Randi Hansen, pubblicato nel 1979 su etichetta discografica NorDisc. L'album ha venduto più di 80 000 copie.

## Tracce
1. Stranda der heime – 3:05
2. Hvis æ fikk være sola di – 2:07
3. En sang i det fjerne – 2:43
4. Hennes eiendom – 2:34
5. Ei som han kan kalle mor – 2:32
6. Der hvor sola er – 1:59
7. Når dagen går i dypet – 3:37
8. Noen får og noen tar – 2:44
9. Et navn risset inn – 2:16
10. Hvor godt det ble å våkne – 2:59
11. Mørketid – 3:35

## Classifiche
| Classifica (1980) | Posizione massima |
| ----------------- | ----------------- |
| Norvegia          | 2                 |